# Каппа-ритм
Каппа-ритм (κ-ритм, Кеннеди-ритм) — ритм головного мозга в полосе частот 8-12 Гц и амплитудой 20-30 мкВ, регистрируемый в височной области. Как и в альфа-ритме колебания в κ-ритме имеют веретенообразную форму. Каппа-ритм наблюдается при подавлении альфа-ритма в других областях в процессе умственной деятельности. Впервые описан Кеннеди в 1948 году (Kennedy et al., 1948).
Лучше всего κ-ритм демонстрируется при регистрации между электродами, установленными у обоих глаз латеральнее наружного угла глазной щели.
В настоящее время нет единого мнения относительно мозгового происхождения данного ритма. В некоторых работах высказывалось предположение, что данный ритм является артефактом, связанным с движениями глаз.